# بات تيري
بات تيري (بالإنجليزية: Pat Terry)‏ (2 أكتوبر 1933 في المملكة المتحدة - 28 مارس 2007 في المملكة المتحدة) هو لاعب كرة قدم بريطاني في مركز الهجوم. لعب مع تشارلتون أثلتيك وسوانزي سيتي وسويندون تاون ونادي برينتفورد ونادي ريدنغ ونادي غيلينغهام ونادي ميلوول ونادي نورثامبتون تاون ونيوبورت كونتي ونادي ويمبلدون ونادي هيلينغدون بورو وغرينتش بورو ‏ ونادي فوكستون وStevenage Athletic F.C. ‏.